# Villers-la-Ville (Haute-Saône)
Villers-la-Ville ist eine Gemeinde im französischen Département Haute-Saône in der Region Bourgogne-Franche-Comté.

## Geographie
Villers-la-Ville liegt auf einer Höhe von 290 m über dem Meeresspiegel, zwei Kilometer östlich von Villersexel und etwa 24 Kilometer ostsüdöstlich der Stadt Vesoul (Luftlinie). Das Dorf erstreckt sich in der Ebene von Villersexel, in der Talmulde des Ruisseau des Grands Prés im Einzugsgebiet des Ognon.
Die Fläche des 5,87 km² großen Gemeindegebiets umfasst einen Abschnitt des Flachlandes bei Villersexel. Der zentrale Teil des Gebietes wird von einer Mulde eingenommen, die vom Ruisseau des Grands Prés nach Nordosten zum Scey entwässert wird. An zwei Stellen wurde der Bach zu einem Weiher aufgestaut, darunter der Étang de Coulvon. Flankiert wird die Talmulde von einem Plateau, das durchschnittlich auf 300 m liegt und aus Muschelkalk aufgebaut ist. Es wird überwiegend landwirtschaftlich genutzt, zeigt aber auch einige Waldflächen. Die nördliche Gemeindegrenze wird durch den Flusslauf des Scey markiert. Nach Süden erstreckt sich das Gemeindeareal bis an den Fuß der Höhen von Mélecey. Westlich des Dorfes wird mit 321 m die höchste Erhebung von Villers-la-Ville erreicht.
Nachbargemeinden von Villers-la-Ville sind Saint-Sulpice und Villafans im Norden, Beveuge und Villargent im Osten, Mélecey und Les Magny im Süden sowie Villersexel im Westen.

## Geschichte
Erstmals urkundlich erwähnt wird Villers-la-Ville im 12. Jahrhundert unter dem Namen Villario Villa. Im Mittelalter gehörte Villers-la-Ville zur Herrschaft Granges, die unter der Oberhoheit der Grafen von Montbéliard stand. Später war es Teil der Herrschaft Villersexel. Zusammen mit der Franche-Comté gelangte Villers-la-Ville mit dem Frieden von Nimwegen 1678 definitiv an Frankreich. Seit 2000 ist Villers-la-Ville Mitglied des 33 Ortschaften umfassenden Gemeindeverbandes Communauté de communes du Pays de Villersexel.

## Sehenswürdigkeiten

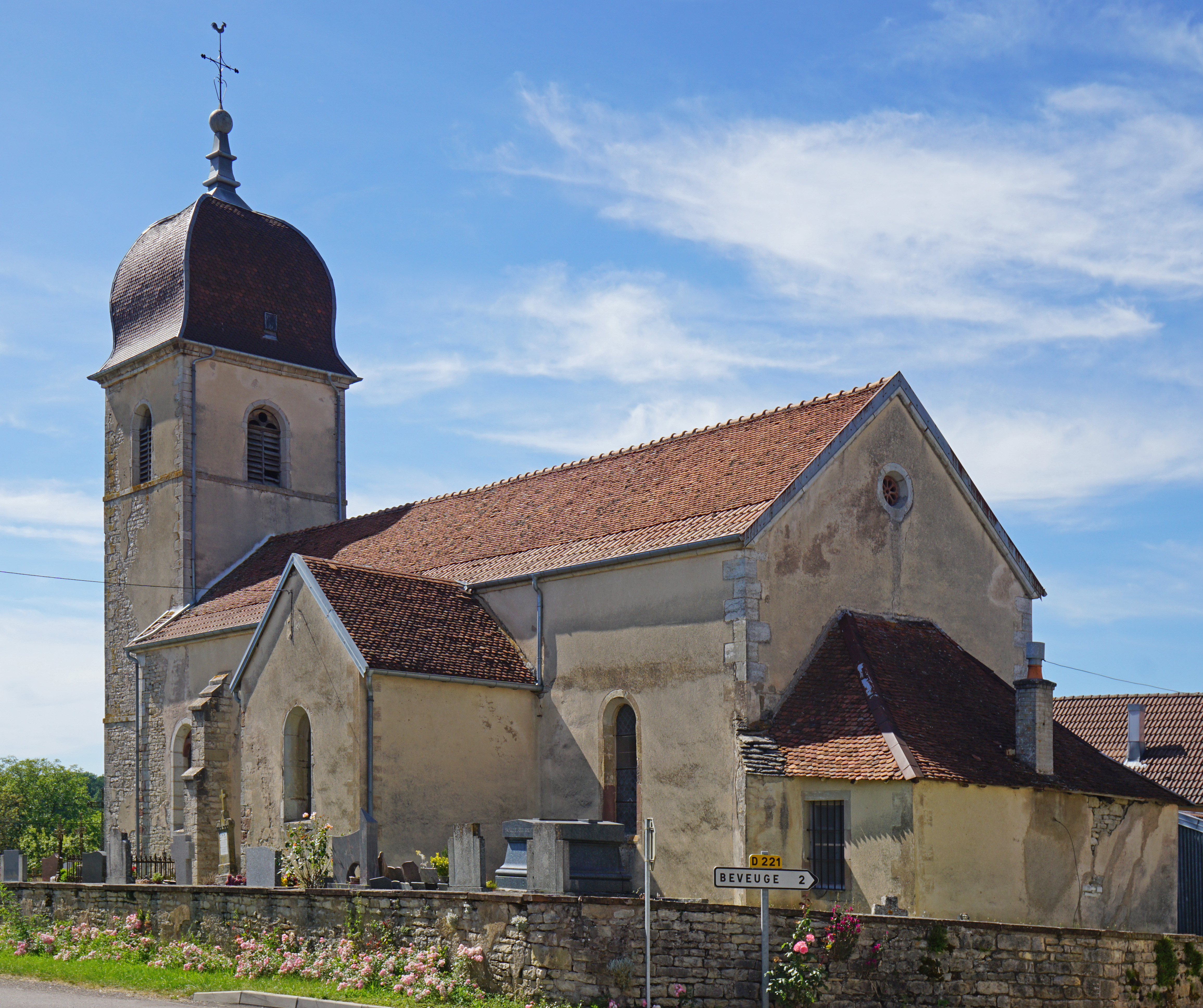
Kirche Notre-Dame de la Nativité

Die Dorfkirche Notre-Dame de la Nativité wurde im 19. Jahrhundert im Stil der Neurenaissance neu erbaut, wobei der Glockenturm (1752) des Vorgängerbaus mit einbezogen wurde. Zur Ausstattung gehören ein Taufbecken aus dem 17. Jahrhundert sowie reiches Mobiliar und Statuen aus dem 18. Jahrhundert. 
Im Ortskern sind einige Häuser aus dem 17. bis 19. Jahrhundert im charakteristischen Stil der Haute-Saône erhalten.

## Bevölkerung
| Jahr                       | 1962 | 1968 | 1975 | 1982 | 1990 | 1999 | 2009 | 2018 |
| Einwohner                  | 151  | 151  | 139  | 147  | 134  | 141  | 163  | 150  |
| Quellen: Cassini und INSEE |      |      |      |      |      |      |      |      |

Mit 155 Einwohnern (1. Januar 2022) gehört Villers-la-Ville zu den kleinsten Gemeinden des Départements Haute-Saône. Nachdem die Einwohnerzahl in der ersten Hälfte des 20. Jahrhunderts deutlich abgenommen hatte (1881 wurden noch 257 Personen gezählt), wurden seither nur noch geringe Schwankungen verzeichnet.

## Wirtschaft und Infrastruktur
Villers-la-Ville war bis weit ins 20. Jahrhundert hinein ein vorwiegend durch die Landwirtschaft (Ackerbau, Obstbau und Viehzucht) geprägtes Dorf. Daneben gibt es heute einige Betriebe des lokalen Kleingewerbes. Mittlerweile hat sich das Dorf auch zu einer Wohngemeinde gewandelt. Viele Erwerbstätige sind deshalb Wegpendler, die in den größeren Ortschaften der Umgebung ihrer Arbeit nachgehen.
Die Ortschaft ist verkehrstechnisch gut erschlossen. Sie liegt an der Hauptstraße, die von Villersexel nach Héricourt führt. Weitere Straßenverbindungen bestehen mit Villafans, Beveuge und Le Grand-Magny.